# Yumeji Tsukioka
Pour les articles homonymes, voir Yumeji.
Yumeji Tsukioka (月丘夢路, Tsukioka Yumeji), née le 14 octobre 1922 à Hiroshima et morte le 3 mai 2017 à Tokyo, est une actrice japonaise. Son vrai nom est Akiko Inoue (井上明子, Inoue Akiko).

## Biographie

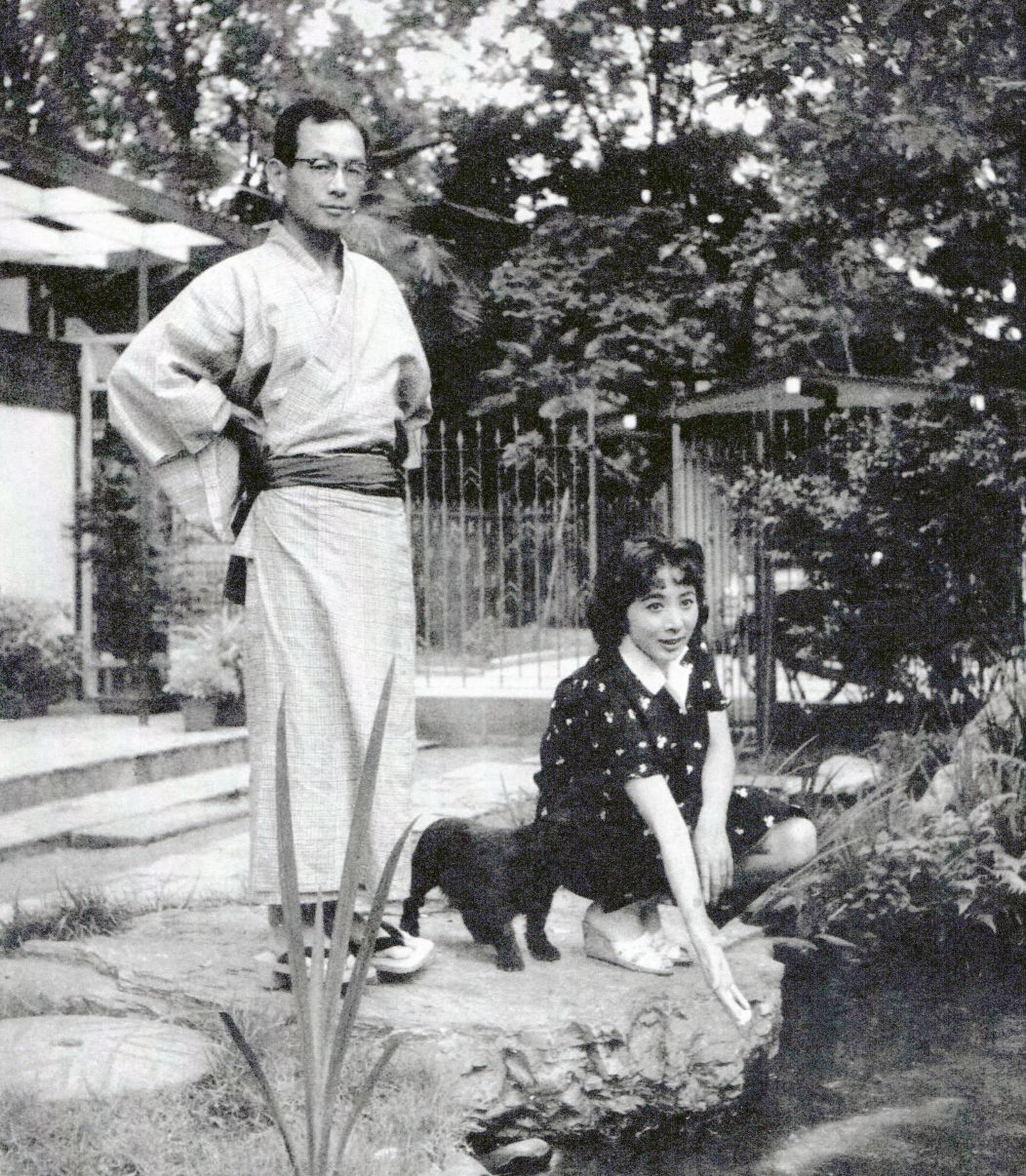
Umetsugu Inoue et Yumeji Tsukioka en 1959

Yumeji Tsukioka est apparue dans plus de 150 films entre 1940 et 1994. Elle est la vedette du film Byakuya no yojo, présenté à la huitième Berlinale 1958. Son mari était le réalisateur Umetsugu Inoue.
Yumeji Tsukioka meurt d'une pneumonie le 3 mai 2017 à Tokyo.

## Filmographie partielle
- 1942 : Nouvelle neige (新雪, Shinsetsu?) de Heinosuke Gosho
- 1945 : Chant de la destruction alliée (撃滅の歌, Gekimetsu no uta?) de Yasushi Sasaki : Mie
- 1948 : La Quatrième Dame (四人目の淑女, Yoninme no shukujo?) de Minoru Shibuya
- 1949 : Printemps tardif (晩春, Banshun?) de Yasujirō Ozu : Aya Kitagawa
- 1950 : Les Cloches de Nagasaki (長崎の鐘, Nagasaki no kane?) de Hideo Ōba : Midori Nagai
- 1953 : Ojōsan shachō (en) (お嬢さん社長?) de Yūzō Kawashima : Yumiko Kaitani
- 1953 : Hiroshima (ひろしま?) de Hideo Sekigawa : Yonehara
- 1953 : Lettre d'amour (恋文, Koibumi?) de Kinuyo Tanaka
- 1954 : Vingt-quatre prunelles (二十四の瞳, Nijūshi no hitomi?) de Keisuke Kinoshita : Masuno
- 1955 : Chacun dans sa coquille (自分の穴の中で, Jibun no ana no nakade?) de Tomu Uchida : Nobuko Shiga
- 1955 : Maternité éternelle (乳房よ永遠なれ, Chibusa yo eien nare?) de Kinuyo Tanaka : Fumiko Shimojō
- 1956 : Hi no tori (火の鳥?) d'Umetsugu Inoue
- 1957 : Byakuya no yōjo (白夜の妖女?) d'Eisuke Takizawa : la tentatrice
- 1957 : La Vertu chancelante (美徳のよろめき, Bitoku no yoromeki?) de Kō Nakahira : Sestuko Kurakoshi
- 1962 : Mademoiselle Ogin (お吟さま, Ogin-sama?) de Kinuyo Tanaka : Yodo Gimi
- 1972 : Aveux, Théorie, Actrices (告白的女優論, Kokuhakuteki joyūron?) de Yoshishige Yoshida : la mère de Makiko
- 1974 : Une famille splendide (華麗なる一族, Karei naru ichizoku?) de Satsuo Yamamoto : Yasuko Manpyo
- 1977 : Hitomi no naka no hōmon-sha (瞳の中の訪問者?) de Nobuhiko Ōbayashi
- 1994 : Onna-zakari (女ざかり?) de Nobuhiko Ōbayashi : Masako Yanagi